# Geschlossene Gesellschaft

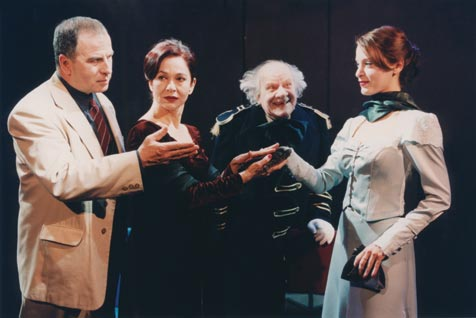
Garcin, Inès, Diener und Estelle (Szenenfoto einer Aufführung des Theatro Kefallinias in Athen, 2002)

Geschlossene Gesellschaft (frz. Huis clos) ist ein Drama des französischen Schriftstellers und Philosophen Jean-Paul Sartre. Es wurde 1944 uraufgeführt.

## Handlung
Drei Menschen, die sich nach ihrem zeitlichen Tod in der Hölle wiederfinden, zwei Frauen, die reiche Estelle und die Postangestellte Inès, sowie der Journalist Garcin, werden von einem geheimnisvollen Diener in einen Raum eingeschlossen, in dem sie, ohne Hoffnung auf ein Ende, sich gegenseitig als Peiniger und Opfer ausgeliefert sind.
Garcin hat seine Frau misshandelt und in entscheidenden Situationen feige versagt. Die lesbische und hochintellektuelle Inès hat die junge Florence verführt und so deren Ehemann, Inès’ Cousin, entfremdet. Dieser wird daraufhin von einer Straßenbahn überfahren. Ob es sich um einen Unfall oder einen Selbstmord handelt oder ob Inès ihn vor den Zug gestoßen hat, wird aus Inès’ Erzählung nicht eindeutig klar. Florence verzweifelt infolgedessen zutiefst und vergiftet sich selbst und Inès mit Gas. Die sinnlich verführerische Estelle hat ihr Kind ermordet und ihren Geliebten dazu getrieben, Selbstmord mithilfe einer Pistole zu begehen. Alle drei werden sich bewusst, dass sie sich in der Hölle befinden, und machen sich auf das Schlimmste gefasst, aber die erwartete Folter und die körperlichen Qualen stellen sich nicht ein; nur eine leichte Hitze ist zu verspüren. Tastend versuchen sie voneinander den Grund für die Höllenfahrt zu erfahren, ohne jedoch ihre eigene Schuld zu offenbaren.
Erst allmählich wird allen klar, dass sie selbst zu ihren eigenen Folterknechten bestimmt sind, indem sie sich gegenseitig ihre Lebenslügen entreißen. Ein kurzes Aufflackern von Solidarität erlischt aus Angst und aus gegenseitigem Hass. Jeder ist dazu verdammt, die anderen beständig zu quälen und selbst von den anderen gequält zu werden. Die lesbische Inès verzehrt sich nach Estelle, die aber nichts von ihr wissen will und sich an Garcin heranmacht. Garcin wiederum lechzt nach der intellektuellen Anerkennung und Absolution durch Inès. So dürstet jeder nach der Hilfe eines der beiden anderen, verletzt diesen jedoch zugleich durch seine Annäherung. Sie können also weder voneinander lassen, noch voreinander fliehen. Nicht einmal töten können sie sich, sind sie doch bereits tot. Und so gilt auf ewig: „Die Hölle sind die anderen.“ Nacheinander proben alle den Ausbruch aus diesem Gefängnis, indem sie schreien oder an die Tür schlagen. Doch selbst als sich schließlich die Tür öffnet, erschrecken alle vor der vermeintlichen Falle der Freiheit, drängen sich wieder aneinander und niemand verlässt den Raum. Wenn Garcin am Ende die letzten Worte „also – machen wir weiter“ sagt, hat sich ihre Lage nicht verändert: Sie werden ihre Notgemeinschaft ewig aufrechterhalten müssen, ohne wirklich voranzukommen.

## Philosophische Bedeutung
Der Einakter Geschlossene Gesellschaft gehört zum von Sartre theorisierten Situationstheater, „das uns mit exzeptionellen Situationen wie Gefangenschaft, Unterdrückung, Folter konfrontiert und Widersprüche zwischen Existenz und Rolle transparent macht“. In Huis Clos wählt Sartre wie auch in Die Eingeschlossenen und Das Spiel ist aus „das Motiv des ,Schon tot‘, des Lebens post mortem, um so die Verstetigung der Rollenverkrustungen vorzuführen. Weil die drei Insassen tot sind, können sie dem Urteil, das sich die Andern – ihre Familien, ihre Partner –, also die Lebenden, von ihnen, den Toten, bilden, nicht durch weitere Handlungen entgehen.“
So liefert Sartre das dramatische Gegenstück zum Negativismus der philosophischen Analyse der Intersubjektivität in Das Sein und das Nichts, in der er die Problematik der Existenz des „anderen“ am Phänomen des Blicks und des „Für-Andere-Seins“ zu erhellen versucht. Geschlossene Gesellschaft handelt um das „Drama der menschlichen Existenz als solche“, in dem die Figur von Garcin für den Menschen im Allgemeinen steht. Die einleitenden Worte („Da sind wir also“) beschreiben die von Martin Heidegger so genannte „Geworfenheit“. Zu Recht bezeichne Garcin selbst sein Leben als schief, „weil die menschliche Existenz von Faktizität und Kontingenz belastet, auf der anderen Seite aber zur Freiheit verurteilt“ sei. Man kann sich aber selbst belügen und „die ‚Unaufrichtigkeit‘ als dauerhafte Form leben, als einen konstanten Lebensstil pflegen, wie Garcin es sein Leben lang getan hat.“ „Die Hölle, das sind die anderen“, sagt Garcin, weil Selbsttäuschung und Unaufrichtigkeit aufgehoben sind. Die dramatische Analyse der menschlichen Beziehungen unter diesen Bedingungen zeigt deren Hoffnungslosigkeit: Liebe, Sexualität und Anerkennung als grundlegende Motive der zwischenmenschlichen Bemühung sind zum Scheitern verurteilt.

## Titel
Im April 1944 erschien das Stück in der Zeitschrift L’Arbalète unter dem Titel „Die Anderen“ („Les Autres“). Der französische Originaltitel Huis clos wurde später von René-Jacques Chauffard, einem ehemaligen Schüler Sartres, der den Diener spielen sollte, vorgeschlagen. Der französische Ausdruck „huis clos“ ist ein stehender Begriff für „unter Ausschluss der Öffentlichkeit“. In den deutschen Übersetzungen lautet der Titel dagegen Bei geschlossenen Türen (Harry Kahn, 1949) bzw. Geschlossene Gesellschaft (Traugott König). Hans Mayer kritisierte, dass letzterer Titel nach „traulicher Gemeinschaft und gemütliche[m] Beisammensein“ klinge, was nichts mit dem Inhalt des Stückes zu tun habe.

## Konflikt mit Albert Camus
Garcins Rolle hatte Sartre ursprünglich für den Schriftsteller und „notorischen Verführer“ Albert Camus geschrieben. Camus sollte auch die Regie führen. Während der Proben im Hotelzimmer Simone de Beauvoirs in Saint-Germain-des-Prés „beschränkte sich ihr Konflikt zunächst auf eine Frauengeschichte“. Als die Schauspielerin Olga Kosakiewicz am 10. Februar 1944 von der Gestapo verhaftet wurde, wollte Camus die Proben abbrechen. „Weil Sartre damit nicht einverstanden war, zog er sich zurück. Sartre suchte sich neue Darsteller und ließ das Werk so schnell wie möglich aufführen“. 1996 wurde diese Geschichte von Jean-François Prévand als Theaterstück (Camus, Sartre… und „Die Anderen“) inszeniert. Prévand stützte seine Dokumentation auf Angaben des Verlegers Marc Barbezat, des Gatten der Schauspielerin Olga Kosakiewicz.

## Rezeption
Obwohl es sich bei Huis clos um das bekannteste und erfolgreichste Stück Sartres handelt, wird seine literarische Qualität manchmal in Zweifel gezogen. Patrice Pavis spricht in seinem Artikel „Thesenstück“ von der Frustration des Publikums, das wie ein Kind belehrt werde: Huis Clos sei ein Stück „für philosophisch fortgeschrittene Kinder“. Die Pointierung des menschlichen Daseins durch Sartre als „Hölle“, empfand seinerzeit der christliche Philosoph Gabriel Marcel als literarisches Grand Guignol. Marcel soll am Ende einer Aufführung gesagt haben: „Für mich, das Paradies, das sind die anderen“. Der Résistance-Autor Jean Guéhenno lehnte das Stück 1944 im Tagebuch als ekelhaft ab.
Die kollaborationistische Presse entrüstete sich über den Skandal, insbesondere über Inès’ Homosexualität. André Castelot in La Gerbe forderte das Verbot des Stückes, das „voller Immoralität“ gewesen wäre. Problematisch ist jedoch die Frage, ob Geschlossene Gesellschaft als Widerstandsstück zu sehen ist. Ein Stück, das unter dem traditionellen und klerikalen Vichy-Regime das Dogma der Hölle lächerlich mache, soll „ein politischer Akt“ gewesen sein. Ingrid Galster interpretiert auch Huis clos als Antwort Sartres auf die Ausschließung Simone de Beauvoirs von der Universität im Juni 1943, nachdem sie von der Mutter einer Schülerin wegen „Anstiftung zur Ausschweifung“ angeklagt wurde. Zwar wurde es laut Galster nicht mit der Intention eines Widerstandes „zwischen den Zeilen“ verfasst, aber das Publikum soll es als „pièce résistante“ aufgefasst haben.
Allerdings wurde Geschlossene Gesellschaft „von deutscher Seite nicht im Sinne eines politischen Widerstandes gedeutet und sogar gelobt. […] Aus Prestigegründen begrüßte die Besatzungsmacht, daß im besetzten Paris Stücke von Anouilh, Claudel, Giraudoux, Sartre und Camus gespielt wurden.“ In der Pariser Zeitung bezeichnete der Feuilletonkorrespondent des Reich Albert Buesche die Uraufführung als „erstklassiges theatralisches Ereignis“ und sprach von der Vorsicht Sartres. Der Kollaborations-Schriftsteller Robert Brasillach traute Sartre zu, ein „compagnon de nos dégoûts“ zu sein. Claude Jamet (ebenfalls Kollaborateur) bewunderte die dramaturgische Intensität des Stückes und verglich Sartre mit Racine. Andere Schriftsteller wie Henri-René Lenormand, Claude-Edmonde Magny, Charles Méré oder Maurice Rostand schrieben auch positive Kommentare.
Nach der Befreiung von Paris im August 1944 feierten das junge Publikum und die Kritik das Stück enthusiastisch. Georges Huisman begrüßte Sartres „Ideentheater“. Aufgrund des Verbots der Darstellung von Homosexualität wurde 1946 in London nur eine von Peter Brook inszenierte Privataufführung möglich. Der Kommunist Roger Garaudy bezichtigte 1945 Sartre der Schwarzmalerei und verwarf Huis Clos als demoralisierendes Spektakel. Gabriel Marcel schrieb 1945, die Lebensvorstellung Sartres sei im Kontext des Wiederaufbaus unpatriotisch, weil er darin ein „luziferisches Prinzip“ und einen „moralischen Nihilismus“ erkenne. 1953 lobte er aber die „seltene Qualität“ einer Aufführung. Die Journalistin und Schriftstellerin Claude Sarraute lobte 1956 die Inszenierung von Michel Vitold für das Pariser Théâtre en Rond und verglich Sartres Stück mit Strindbergs Totentanz. 1990 wurde Huis-clos ins Repertoire des Nationaltheaters Comédie-Française aufgenommen.
Das Reichsministerium für Volksaufklärung und Propaganda hatte im besetzten Frankreich mittels des Theaterreferates der Propaganda Staffel Paris das Regime der Aufführungsgenehmigungen. Ab Juni 1942 gab sie dieser Zensur mit dem Comité d'Organisation des Entreprises de Spectacle einen korporatistischen Anstrich. Das COES gab dem Stück nach einigem Zögern den zur Aufführung erforderlichen Sichtvermerk.
Sartre erklärte in einem Interview, dass ihn seine Erfahrungen als Kriegsgefangener zur Wahl dieser Situation inspiriert haben. Durch das Zusammengepferchtsein, das Leben unter dem ständigen Blick der anderen im Stalag sei eine Hölle entstanden, die er nie vergessen habe.
Ils sagten die Pariser, wenn sie von dem anonymen Regime der Besatzer und ihrer französischen Helfer sprachen und Inès nennt die unsichtbare Macht, die sie in dieser Hölle zusammengeführt hat, mit denselben Phänomenen: Ils ne laissent rien au hasard, Je vous dis qui’ils ont tout réglé (20,27)
Die Anspielungen sind heute nicht mehr nachvollziehbar. So war für die damaligen Zuschauer die Bemerkung des Kellners Nous avons l’électricité à discrétion (11, 39) ein ironischer Kommentar zu häufigen Stromausfällen. Das brutale Verhör, dem Estelle Rigault durch Inès Serrano und Joseph Garcin unterzogen wird, wurde als Anspielung auf die Gestapomethoden verstanden. Huis clos war kein politisches Stück im engeren Sinn. Die Besatzungsmacht und das Vichy-Regime werden nicht explizit an den Pranger gestellt.

## Ausgaben
- Sartre, Jean-Paul: Geschlossene Gesellschaft: Stück in e. Akt. Dt. von Boris v. Borresholm. Reinbek: Rowohlt, 1975.
- Sartre, Jean-Paul: Geschlossene Gesellschaft: Stück in 1 Akt. Neuübers. von Traugott König. Reinbek: Rowohlt-Theater-Verlag, 1985.
- Sartre, Jean-Paul: Gesammelte Werke in Einzelausgaben. Teil: Theaterstücke und Drehbücher / Theaterstücke / Bd. 3., Geschlossene Gesellschaft: Stück in einem Akt / Neuübers. von Traugott König. Reinbek bei Hamburg : Rowohlt, 2002. ISBN 978-3-499-15769-1

## Film- und Hörspieladaptionen
- Deutschland 1949: Geschlossene Gesellschaft. Hörspiel-Adaption des Nordwestdeutschen Rundfunks, Regie: Robert Adolf Stemmle, Darsteller: Hilde Krahl als Inès, Edda Seippel als Estelle, Richard Lauffen als Garcin, Hans Hessling als Diener. Dauer: 57 Minuten.
- Frankreich 1954 (Kino): Geschlossene Gesellschaft (Originaltitel: Huis clos), Regie: Jacqueline Audry, Darsteller: Arletty als Inès, Gaby Sylvia als Estelle, Franck Villard als Garcin, Yves Deniaud als Diener, Erstaufführung: 22. Dezember 1954, Dauer: 95 Minuten[41]
- Bundesrepublik Deutschland 1959 (TV): Geschlossene Gesellschaft, Regie: Hans Schweikart, Darsteller: Brigitte Horney als Inès, Ursula Lingen als Estelle, Kurt Meisel als Garcin, Walter Ladengast als Diener, Produktion: Südwestfunk, Sendeanstalt: ARD, Erstsendung: 9. April 1959, Dauer: 68 Minuten
- Deutschland 1959: Geschlossene Gesellschaft. Hörspiel-Adaption des Bayerischen Rundfunks, Regie: Martin Walser, Darsteller: Ingrid Andree als Estelle, Joana Maria Gorvin als Ines, Gerd Brüdern als Garcin, Karl Lieffen als Kellner. Erstsendung: 25. Mai 1959, Dauer: 64 Minuten[42]
- USA/Argentinien 1962 (Kino): No Exit. (Dt. Geschlossene Gesellschaft). Regie: Tad Danielewski, Buch: George Tabori; Kamera Ricardo Younis. Rollen: Viveca Lindfors, Rita Gam[43] Dauer: 85 Minuten, s/w
- Frankreich 1965 (TV): Huis clos (keine deutsche Version), Regie: Michel Mitrani, Darsteller: Judith Magre als Inès, Evelyne Rey als Estelle, Michel Auclair als Garcin, René-Jean Chauffard als Diener, Produktion: ORTF, Erstsendung: 12. Oktober 1965, Dauer: 94 Minuten
- Bundesrepublik Deutschland 1966 (TV): Geschlossene Gesellschaft, Regie: Franz Peter Wirth, Darsteller: Ursula Lingen als Inès, Andrea Dahmen als Estelle, Wolfgang Kieling als Garcin, Friedrich Maurer als Diener, Produktion: WDR, Sender: ARD, Erstsendung: 3. Mai 1966, Dauer: 81 Minuten
- Frankreich 2005 (TV): Huis clos (keine deutsche Version), Regie: Jean-Louis Lorenzi, Darsteller: Claire Nebout als Inès, Claire Borotra als Estelle, François Marthouret als Garcin, Yves Le Moign als Diener, Erstsendung: 9. Mai 2005, Dauer: 82 Minuten
- Deutschland 2022 (TV): Eingeschlossene Gesellschaft. Film von Sönke Wortmann nach einem Hörspiel von Jan Weiler.